# Solanum subg. Lyciosolanum
Solanum subg. Lyciosolanum es un subgénero del género Solanum. Incluye las siguientes seccionesː

## Especies
- Solanum sect. Afrosolanum
- Solanum sect. Benderianum
- Solanum sect. Quadrangulare